# Ungmennafélagið Stjarnan (féminines)
Maillots
L'Ungmennafélagið Stjarnan ou Stjarnan est un club islandais omnisports basé à Garðabær, comprenant une équipe de football féminin.

## Palmarès
- Championnat d'Islande de football féminin
  - Champion : 2011, 2013, 2014 et 2016

- Coupe d'Islande de football féminin
  - Vainqueur : 2012, 2014 et 2015

- Coupe de la Ligue islandaise de football féminin
  - Vainqueur : 2011, 2013, 2014, 2015 et 2023
  - Finaliste : 1999, 2009, 2018 et 2022

- Supercoupe d'Islande de football féminin
  - Vainqueur :  2012 et 2015
  - Finaliste : 2013, 2014, 2016, 2017 et 2023

## Parcours en coupe d'Europe
| Saison    | Tour                    | Adversaire            | Aller  | Retour | Score total |
| --------- | ----------------------- | --------------------- | ------ | ------ | ----------- |
| 2013-2014 | 1/16 finale             | FK Zorkiy Krasnogorsk | 0 - 0  | 3 - 1  | 1 - 3       |
| 2014-2015 | 1/16 finale             | Zvezda 2005           | 2 - 5  | 3 - 1  | 3 - 8       |
| 2015-2016 | Phase de qualifications | Hibernians FC         | 5 - 0  | 5 - 0  | 5 - 0       |
| 2015-2016 | Phase de qualifications | KÍ Klaksvík           | 0 - 4  | 0 - 4  | 0 - 4       |
| 2015-2016 | Phase de qualifications | Apollon Limassol      | 2 - 0  | 2 - 0  | 2 - 0       |
| 2015-2016 | 1/16 finale             | Zvezda 2005           | 1 - 3  | 3 - 1  | 2 - 6       |
| 2017-2018 | Phase de qualifications | KÍ Klaksvík           | 9 - 0  | 9 - 0  | 9 - 0       |
| 2017-2018 | Phase de qualifications | ŽFK Istatov           | 11 - 0 | 11 - 0 | 11 - 0      |
| 2017-2018 | Phase de qualifications | ŽNK Osijek            | 0 - 1  | 0 - 1  | 0 - 1       |
| 2017-2018 | 1/16 finale             | WFC Rossiyanka        | 1 - 1  | 0 - 4  | 5 - 1       |
| 2017-2018 | 1/8 finale              | Slavia Prague         | 1 - 2  | 0 - 0  | 1 - 2       |